# Thelma Schoonmaker
Thelma Schoonmaker (Argel, 3 de janeiro de 1940) é uma premiada montadora de cinema estadunidense, nascida na Argélia. 
Mantém colaboração de mais de trinta anos com o diretor Martin Scorsese. Montou todos os filmes dele desde Raging Bull (1980). Schoonmaker já foi indicada oito vezes ao Oscar de melhor edição, tendo vencido em três ocasiões, por: Raging Bull, The Aviator e The Departed.